# Ständerung
Die Ständerung ist in der Wappenkunst (Heraldik) eine spezielle Schildteilung, nämlich die radiale Einteilung der Fläche des Heroldsbilds in mehrere Plätze, wobei der Winkel der „Kuchenstücke“ gleich ist. Man spricht von einem n-fach geständerten Schild, wenn die Anzahl der vom Zentrum ausgehenden Teilungslinien n ist, oder von einem „zu x Plätzen geständerten Schild“, wenn die Anzahl der erhaltenen Flächen x ist. Im Falle einer Ständerung zur Mitte ist n = x, im Falle einer Ständerung zum Rand, Haupt oder Fuß ist n = x−1. Ohne weitere Angaben geht man von einer achtfachen Ständerung zur Mitte aus; dies entspricht der Kombination der Heroldsbilder „geviert“ und „schräggeviert“ entsprechen, was eine windmühlenartige Figur entstehen lässt. Das einzelne Segment heißt Ständer. Die Tingierung erfolgt alternierend Farbe/Metall. Bei der Blasonierung werden zuerst die Farben und dann die Aufteilung beschrieben, z. B. „Rot-golden n-fach geständert“. 
Eines der bekanntesten geständerten Wappen ist das der Waldbott von Bassenheim, es ist rot-silbern geständert. Varianten in der Anzahl der Felder finden sich bei anderen Walpoden. Ein ebenfalls häufig zu findendes Wappen ist die silbern-blaue Ständerung von Alt-Bruchhausen, die in das vermehrte Wappen des Herzogtums Braunschweig Eingang gefunden hat.
Ist die Ständerung durch bogenförmige Linien dargestellt, nennt der Heraldiker das eine Bogenständerung. Ein Beispiel dafür ist das Wappen der niederösterreichischen Schmidt von Wellenstein.
Der Ursprung dieser Schildteilung ist ungeklärt. Vermutet wird die Rückführung auf Wald- und Feldflächeneinteilung.
In Flaggen ist die Ständerung auch anzutreffen. Ein Beispiel dafür ist die Flagge Ceutas.
Von der Ständerung abgeleitet ist der Ständer. Er wird auch Stoß genannt. Als Dreieck (diagonal geteilter Schildplatz), Spitze zur Schildmitte weisend, wird er als Flankenständer bezeichnet. Die Lage rechts oder links ist zu melden. Bezeichnung dreieckiger Wappenflügel ist für dieses Heroldsbild ist gebräuchlich.
Zusammengefasst sind diese Ständer in der Heraldik möglich:
- Rechter oder linker Oberständer
- Rechter oder linker Unterständer
- Rechter oder linker Ober- und Gegenständer
- Rechter oder linker oberer Flanken- und Gegenständer
- Rechter oder linker oberer Flankenständer
- Rechter oder linker unterer Flankenständer

## Beispiel

silbern und rot sechsfach balkenweise geständerter Schild (Hohenroda)
Silber und Rot vierzehnfach zur Schildmitte geständert (Amt Schenefeld)
sechzehnfache Ständerung (Scharbeutz)
zwei gefachte rote Ständer (Galenberg)